# Dieter Ruden
Dieter Ruden (* 8. Dezember 1942 in Berlin; † 13. Juli 2023 in Zürich) war ein deutscher Künstler.

## Leben und Werk
Dieter Ruden studierte von 1960 bis 1962 an der Kölner Akademie für Kunst und Gestaltung bei Otto Gerster und von 1964 bis 1970 an der Hochschule für Bildende Künste in Berlin. Er war Meisterschüler von Hermann Bachmann (Malerei), Schüler von Walter Hess (Kunstgeschichte), Manfred Wentzel (Philosophie) und Curt Grützmacher (Literaturgeschichte).
Auf Reisen durch Skandinavien (1962 bis 1963) skizzierte Dieter Ruden Landschaften und schrieb Gedichte, auch informelle Arbeiten entstanden. Mit einem Freund lebte er ein Jahr als Hochseefischer in Island und auf der Rückreise bereiste er alleine Skandinavien. Durch Einbezug von geometrischen Elementen fand er 1966/67 zur Konkreten Malerei und entwickelte seine Form eines konzeptionellen Farbfeld-Bilds, das er O.T.-Bildtypus ("Ohne Titel") nannte. Das von ihm vielfach variierte Bildmodell fand durch Ausstellungen in Berlin, Westdeutschland, Großbritannien, Italien, Ungarn und der Schweiz schnell den Weg in den Kunstbetrieb und in öffentliche und private Sammlungen, auch in den USA. Im Sommer 1972 löste sich Dieter Ruden vom O.T.-Bildtypus und entwickelte auf Mallorca eine Serie von frei gestalteten Blättern, die zur Grundlage für sein späteres Schaffen wurde.
1974 übersiedelte er nach Zürich und arbeitete als Maler für das Schauspielhaus Zürich. Durch die Auseinandersetzung mit kulturtheoretischen Schriften gelang es ihm, sein künstlerisches Wirken neu zu bewerten und zum künstlerischen Gestalten zurückzufinden. Gesichtspunkten. 1975 entstanden so verspielte Objekte und fotorealistische Miniaturen von Personen seiner nächsten Umgebung. 1977 konnte er diese Bilder, Akte und Objekte in Zürich ausstellen. Eine Reise nach Indien 1980/81 zusammen mit seiner tibetischen Partnerin Tsering Chagotsang inspirierte ihn zu 37 fotorealistischen Porträts von Unberührbaren – Ruden verstand die Serie als «Homage to the low caste and untouchable people». Von 1984 bis 1987 setzte er zu einem Zyklus von Selbstporträts an – «Selbstbespiegelung, oder Versuch einer Selbstbefragung in 131 Selbstbildnissen» – den er auch später in größeren zeitlichen Abständen weiterführte. Wichtige Teile dieser Serie wurden in der Ausstellung Kunstszene Zürich im Zürcher Kunsthaus gezeigt. Die Arbeit am Bildnis entwickelte er in einer Reihe fort, in der er und sein Künstlerfreund Thomas Miller sich gegenseitig porträtierten. Ruden trieb die Erforschung des Porträts durch Bildnisse von Menschen aus verschiedenen Kulturen weiter. In den Bildern, die in der Folge entstanden, kombinierte er figurative mit Motiven Konkreter Malerei. In dieser Zeit setzte er sich mit Schriften von  Stephen Hawking, Karl Popper, Jacques Monod und Adolf Portmann auseinander.
Ab 1992 wendete er sich verstärkt wieder dem Thema Farbe zu, das ihn bereits während des Studiums fasziniert hatte. 400 Dias zu Farbe, Farbtheorien und Farbexperimenten entstanden. Als er sich mit „Eckobjekten“ zu beschäftigen begann, konstruierte er solche Elemente zuerst als dreidimensionale Objekte aus Holz. Dann aber trug er Farbe direkt auf Wände, in Ecken oder auf Schiebetüren auf und erzielte dabei optische Täuschungen und sich verändernde Geometrien, indem scheinbar stabile Gebilde aus verschiedenen Perspektiven betrachtet anamorph verformt erschienen. Sie führten die Kraft der Wahrnehmung vor Augen, auf ganz selbstverständliche Weise wechselhafte, flirrende, bewegte Momente zu gestalten.
In seinem Spätwerk entwickelte Ruden flächige Malereien und stützte sich dabei auf die Theorie der Gegenfarben. Durch den Auftrag von zahlreichen lasierenden Farbschichten und Kompositionen mit sich gegenseitig hervorhebenden Komplementärfarben entstanden Gemälde von subtiler Farbtiefe. Neben Farbfeldmalerei mit sanften Farbverläufen gestaltete Ruden auch monochrome Bilder.
In den Gemälden kommt ein grundlegendes Anliegen des Künstlers zum Ausdruck: Die Farben sollen Sinn ergeben und auf vernünftige Weise zueinander finden. Das Wesen solch reflektierter Malerei in Worte zu fassen und seinem bildnerischen Universum auch durch Texte Gestalt zu verleihen erscheint Dieter Ruden als weitere, ihm offenstehende künstlerische Möglichkeit.

## Ausstellungen (Auswahl)
- 1967: Frühjahrsausstellung, Galerie Potsdamer, Berlin
- 1968: Galerie Potsdamer, Berlin (Einzelausstellung)[2]
- 1969: Deutscher Künstlerbund, Hannover
- 1969: Junge Stadt sieht junge Kunst, Wolfsburg, Oberhausen, Wilhelmshaven
- 1969: Galerie Peuckert & Maass, Bonn (Einzelausstellung)[3][4]
- 1970: Dokumentation Galerie Potsdamer, Galerie des 20. Jahrhunderts, Berlin, Kunstverein Braunschweig[5]
- 1970: Deutscher Künstlerbund, Bonn
- 1971: Galerie Daedalus, Berlin (Einzelausstellung)[6]
- 1972: Moderne Grafik, Janus Pannonius Museum, Pècs, Ungarn
- 1973: Galerie Folker Skulima, Berlin (Einzelausstellung)[7][8]
- 1975: Geplante Malerei, Westfälischer Kunstverein, Münster
- 1977: Kunstszene Zürich
- 1984: «Hommage to the low caste and untouchable people», Kurzzeit Galerie, Zürich (Einzelausstellung)[9]
- 1987: Kunstszene Zürich, Selbstbildnisse, Kunsthaus Zürich[10]
- 1991: 45 Künstler zeigen ihr Selbstbildnis, Galerie Ziegler, Zürich
- 1991: Grafikfinale Konkret 1960 bis heute, Kunsthaus am Moritzplatz, Berlin
- 1992: Szenen und Grenzen, Museum für Gestaltung Zürich
- 1993: Im Dialog zum Raum, Kunsthaus am Moritzplatz, Berlin
- 1994: «Hommage to the square», Galerie Bildraum, Zürich[11]
- 1994: 46 x zweidimensional, Stiftung für konstruktive und konkrete Kunst, Zürich
- 1995: ROT – BLAU, Kunsthaus am Moritzplatz, Berlin
- 1995: Zürcher Inventar, Helmhaus, Zürich
- 1996: MAL – MAL, Kleinobjekte als Hommage an die Malerei, Galerie Bildraum, Zürich
- 2023: «Am Anfang stand die Konkrete Kunst», Galerie MERIDIAN Zürich[12]

## Eigene Texte
- Dokumentation Galerie Potsdamer, Katalog 1970
- Geplante Malerei, Katalog Westf. Kunstverein Münster, 1974
- Hommage to the low caste and untouchable people, Beiblatt, Ausstellung Galerie Kurzzeit, Zürich 1984
- Hommage to the square, Katalog Galerie Bildraum, Zürich 1994
- Zürcher Inventar, dig. Katalog CD-Rom, Helmhaus, Zürich 1995

## Publikationen
- Dieter Ruden: Gouachen auf Postkartenkarton Studien am Meer, Grado, 1986 und Studien am Berg, Verbier, 1987. edition manufaktura, Zürich 2023. ISBN 978-3-9525808-2-03
- Dieter Ruden: Homage to the low caste and untouchable people. edition manufaktura, Zürich 2023. ISBN 978-3-9525808-3-7

## Dokumentarfilm
- Dieter Ruden – Kunstmaler. Kurzdokumentarfilm von Peter Volkart auf Vimeo, 2023 (15:32 Min).